# 八路军军事学院
八路军军事学院是1942年在延安王家坪文化沟设立的一所高级军事干部学校。朱德兼任院长，总参谋长叶剑英兼任副院长，教育长郭化若，政治部主任黄志勇。

## 历史
1941年11月21日，中共中央、中央军委发布《关于成立军事教育委员会和军事学院的决定》，为了加强高级军事干部的学习，决定成立军事学院。1941年12月，八路军军政学院与抗大三分校合并为军事学院，1942年1月1日正式成立。
全院分为高干队与特殊队两部分。高干队训练旅、团级干部，特殊队下设炮兵队、工兵队、参谋队、俄文队和--队，学制一年。 
俄文科主任卢竞如（女），俄文队队长常乾坤，副队长曹慕尧，政治协理员张培成。俄文科教员：卢竞如（兼）、常乾坤（兼）、王弼（兼）、张培成（兼）、李洁民、刘群、钟毅、李海、金涛、王琏、刘风、邵天任、王玉。俄文科沿革为北京外国语学院。
- 第一区队区队长何匡
- 第二区队区队长李参
- 第三区队区队长刘德恒
- 第四区队区队长郭修业
- 第五区队区队长卢振中

1942年11月16日军事学院第一期学员毕业典礼，朱德出席并做了重要讲话。
1943年2月，徐向前兼任军事学院院长，李井泉任政委兼政治部主任，徐文烈任政治部副主任。1943年3月，军事学院院部机关及部分学员迁往绥德，并入抗大总校。合并后一段时间仍沿用军事学院校名，不久就恢复了抗大的名称。学院高干队编入中央党校四部，学院炮兵队改为八路军炮兵学校。